# 姫路市立東光中学校
姫路市立東光中学校（ひめじしりつ とうこうちゅうがっこう）は、兵庫県姫路市国府寺町にある公立中学校。
古くは姫路城の外堀に面した外京口門があり、後に教員伝習所、姫路中学校、姫路高等女学校などが置かれた地にある。

## 沿革
戦後の学制改革により姫路市が設置した新制中学校14校のうちのひとつである。1947年3月の姫路市新学制実施準備協議会の第1回会合では城東・東校区に設置する「第三中学校」の原案が示された。4月2日の第2回会合ではこれを「東光中学校」と改め、4月7日の第3回会合でもこの案が維持された。

### 前史
- 1875年（明治8年） - 教員伝習所が本徳寺からこの地に移転。後に飾磨県師範学校と附属小学校となる。
- 1875年（明治8年）～1901年（明治34年） - 姫路警察署が設置される。署は後に南町に移転。
- 1886年（明治19年）～1909年（明治42年） - 兵庫県立姫路中学校が景福寺からこの地に移転。後に城北村伊伝居に再移転。
- 1910年（明治43年）4月1日 - 兵庫県立姫路高等女学校が開校。
- 1945年（昭和20年）6月22日 - 姫路空襲（1回目）で姫路高女の校舎が焼失。

### 本校史
- 1947年（昭和22年）5月1日 - 姫路城内にあった第10連隊旧隊舎跡を仮校舎にして開校。校名は「光は東より、黎明は東方から訪れる」という言葉にちなむ[2]。
- 1948年（昭和23年）1月26日 - 校歌制定。
- 1949年（昭和24年）4月14日 - 御国野村立御国野中学校を統合[3]。
- 1953年（昭和28年） - 現在地（姫路高女跡地）に移転。
- 1959年（昭和34年） - 講堂（体育館）完成。
- 1975年（昭和50年）4月1日 - 姫路市立御国野小学校の区域を姫路市立東中学校に分離[4]。

## 通学区域
以下の2小学校区。
- 姫路市立城東小学校
- 姫路市立東小学校

## 部活動

### 運動部
- 野球部
- サッカー部
- 女子ソフトテニス部
- 女子バレーボール部
- バスケットボール部
- 陸上競技部
- 男子卓球部
- 剣道部

### 文化部
- 吹奏楽部
- 茶道部
- 美術部

## 周辺
- 姫路市立城東小学校
- 姫路五軒邸郵便局
- 国道372号
- 生野鉱山寮馬車道……外堀を挟んで東側に面する。
- 西国街道……外京口門を通っていた。南側に面する。

## 著名な出身者
- 前田日明 - 元プロレスラー、元総合格闘家。3年時に大阪・市岡中へ転校。
- ぜんじろう - お笑いタレント
- グエン・トラン・フォク・アン - 社会人野球選手

## その他
- 校章（五三の桐に「中」の文字）は全国中学校章発表会で第1位になったことがある。
- 1982年（昭和57年）、体育館の建て替え工事の発掘調査で、姫路城内（外曲輪）から東へ、西国街道（京都方面）へ出る外京口門の石垣などの遺構が発見された。遺構は体育館床下に保存されている。
- 校歌と別に大塚徹作詞の生徒歌がある。

## アクセス
- JR西日本播但線 京口駅から西へ200m
- 姫路駅から神姫バス乗車、壱丁町バス停下車

## 通学区域が隣接している学校
- 姫路市立増位中学校
- 姫路市立城乾中学校
- 姫路市立白鷺小中学校
- 姫路市立山陽中学校
- 姫路市立花田中学校